# Alan Basil de Lastic
Alan Basil de Lastic (* 24. September 1929 in Maymyo, Britisch-Indien; † 20. Juni 2000 in Polen) war ein römisch-katholischer Geistlicher und Erzbischof von Delhi.

## Leben
Alan Basil de Lastic empfing am 21. Dezember 1958 das Sakrament der Priesterweihe für das Erzbistum Kalkutta.
Am 9. April 1979 wurde er zum Titularbischof von Cissa und zum Weihbischof in Kalkutta ernannt. Am 27. Mai desselben Jahres spendete ihm Papst Johannes Paul II. im Petersdom die Bischofsweihe; Mitkonsekratoren waren die Kurienerzbischöfe Duraisamy Simon Lourdusamy und Eduardo Martínez Somalo.
Am 2. Juli 1984 wurde Alan Basil de Lastic zum Bischof von Lucknow ernannt. Dieses Amt bekleidete er bis zu seiner Ernennung zum Erzbischof von Delhi am 19. November 1990.
Alan Basil de Lastic blieb bis zu seinem Tod am 20. Juni 2000 als Erzbischof von Delhi im Amt.